# Władimir Wochmianin
Władimir Anatoljewicz Wochmianin (ros. Владимир Анатольевич Вохмянин; ur. 27 stycznia 1962 w Temyrtau) – kazachski strzelec sportowy, medalista olimpijski.
Specjalizował się w konkurencji pistolet szybkostrzelny. W igrzyskach olimpijskich uczestniczył czterokrotnie (IO 88, IO 92, IO 96, IO 00), dwukrotnie zdobył brązowe medale. Wielokrotny zwycięzca zawodów Pucharu Świata, mistrz Azji (1995), zwycięzca igrzysk azjatyckich (1994), juniorski wicemistrz Europy z 1982. W barwach ZSRR drużynowy mistrz świata (1982, 1986).
Na mistrzostwach Azji i igrzyskach azjatyckich zdobywał też medale w innej konkurencji – pistolet centralnego zapłonu.
Strzelectwo uprawiał od 1974 roku. Żonaty, ma dwoje dzieci.